# 奧默斯巴赫河 (蓋瑟爾巴赫河支流)
50°6′19″N 9°9′48″E / 50.10528°N 9.16333°E

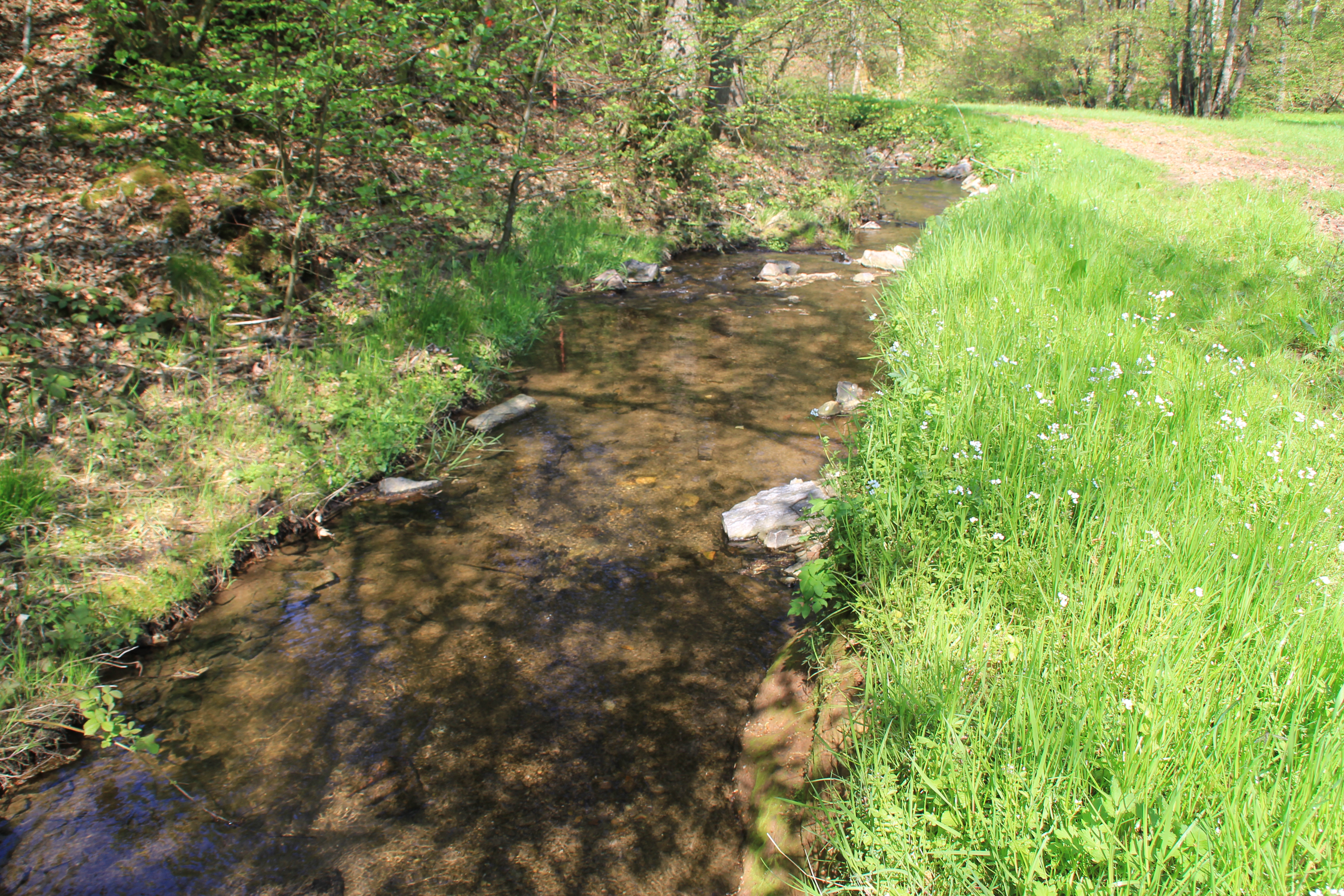

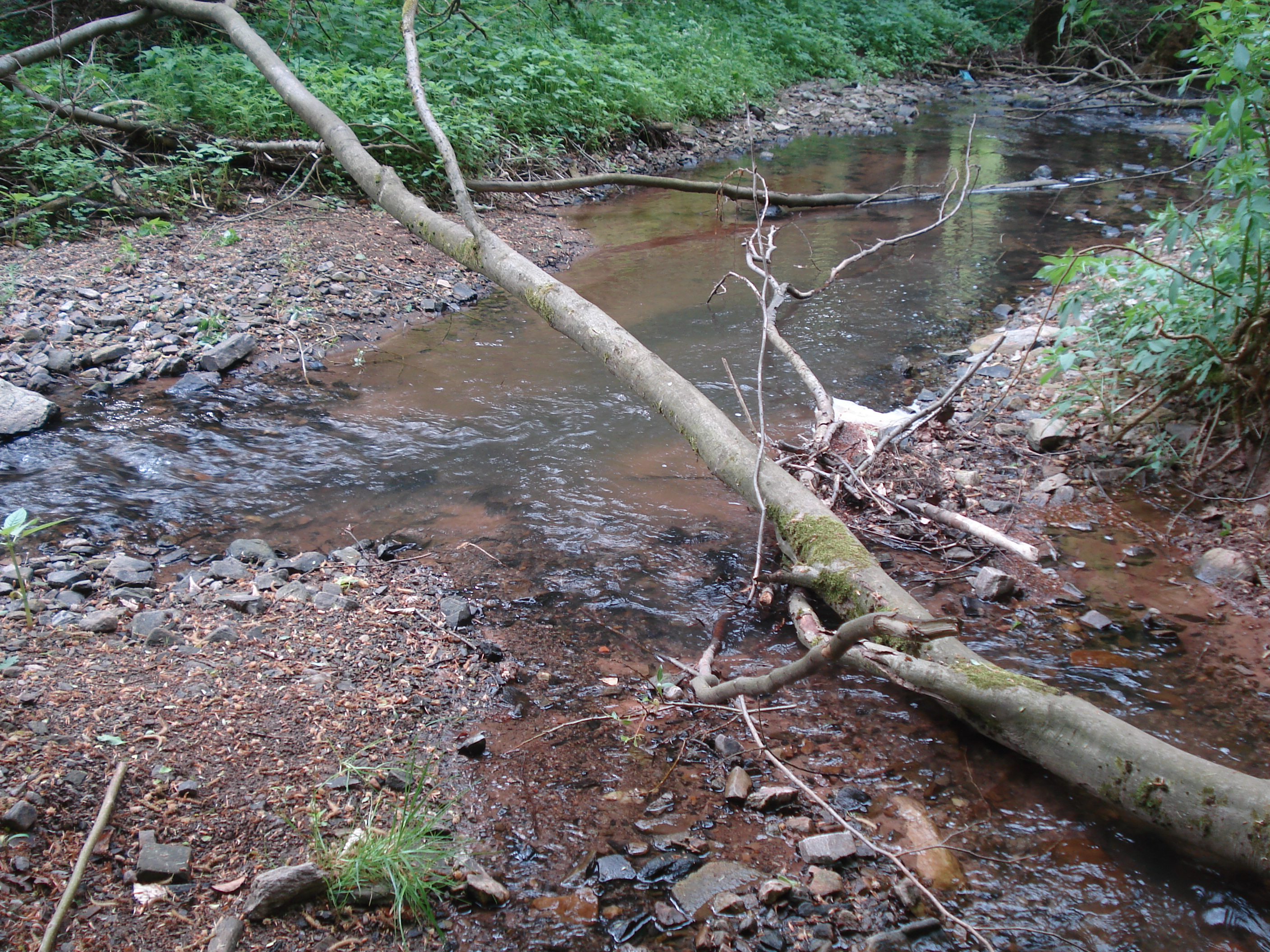

奧默斯巴赫河（德語：Omersbach），是德國的河流，位於該國東南部，由巴伐利亞負責管轄，屬於蓋瑟爾巴赫河的支流，河道全長3.3公里，流域面積3平方公里。